# 胜利十一人2016
《胜利十一人2016》是一款由科乐美公司制作和发行的足球类游戏。本游戏于2015年9月15日在北美地区PlayStation 4及多个平台发行，于2015年9月17日在欧洲地区发行。
在E3 2015上，科乐美宣布其在欧洲冠军联赛、欧足联欧洲联赛和歐洲超級盃的许可延长至2018年。
《胜利十一人2016》得到非常正面的评价。《IGN》给予本游戏9.5/10的分数。

## 外部連結
- 官方网站